# J. R. R. 톨킨
존 로널드 루엘 톨킨(영어: John Ronald Reuel Tolkien CBE, /ˈruːl ˈtɒlkiːn/, 1892년 1월 3일~1973년 9월 2일), 또는 J. R. R. 톨킨은 영국의 영어학 교수, 언어학자이자 작가이다. 그는 옥스퍼드 대학교 펨브룩 칼리지에서 1925년부터 1945년까지 고대영어학 교수로, 1945년에서 1959년 사이에는 같은 대학 머튼 칼리지의 영어영문학 교수로 재직했다. 그는 평생 써 온 소설을 통해 인생 후반에 큰 명성을 얻었는데, 이것에는 《반지의 제왕》, 《호빗》 등의 가운데땅 관련 세계관 책이 있다. 톨킨은 옥스퍼드 영어사전 편찬과 관련한 일을 하기도 했으며, 언어학 교수로도 재직했다. 톨킨은 언어학에 대해 관심이 많아서 그의 작품 내에 인공적인 언어를 만들어 사용하기도 하였는데, 그러한 언어들 중, 퀘냐와 신다린 등이 대표적이다.
톨킨은 인간 세계와는 다른 세계와 다른 종족을 만들어 내었고, 이로써 현대 판타지 소설이라는 새로운 장르를 크게 발전시킨 작가로 손꼽힌다. 그의 대표 작품으로는 《반지의 제왕》 삼부작과 《호빗》 등의 가운데땅에 대한 작품들의 지속적인 인기와 영향력은 그의 명성을 끌어올려 그를 현대 "판타지의 아버지"라 불리게 하였다. 또한 그는 베오울프와 가웨인 경과 녹기사 등에 대한 많은 비평도 남겼다. 그의 열열한 팬들은 톨키니스트라고 불리며 일부 매우 열열한 톨키니스트는 이 소설 시리즈를 거의 신앙 수준으로 여긴다. 그는 옥스퍼드 대학 내의 문학 토론 모임인 잉클링스의 멤버였으며, 같은 잉클링스 멤버였던 《나니아 연대기》의 저자인 C. S. 루이스와는 절친으로 깊은 우정을 나누었다.
톨킨은 1972년 신년서훈명단에 올라 3등급 대영 제국 훈장(CBE)을 받았고, 이후 1973년 9월 2일 사망하였다. 그의 사후에는 그의 아들 크리스토퍼 톨킨이 아버지 톨킨의 집필을 정리하여 《실마릴리온》을 비롯해 많은 책을 출간하였다.
또 톨킨은 더 타임스에서는 2008년 영국의 위대한 작가 6위로 그를 선정하였고, BBC 투표에서는 지난 천년동안 위대한 영어 작가 6위에 뽑혔다.

## 생애

### 톨킨의 조상
톨킨의 직계 조상은 런던과 버밍엄에서 시계와 피아노를 만들던 장인이었다. 톨킨의 조상들은 퀴니히스베르크 인근의 프로이센 크로이츠 부르크에서 시작되었다. 이곳에서 그의 아버지의 조상인 미셸 톨킨이 1620년경에 태어났다. 미셸의 아들인 크리스티 누스 톨킨은 그의 아들 크리스티안 톨킨과 클리치부르크에서 단치히 자유시로 이사하였고, 후에 그는 두 아들과 런던으로 이사하였다. 그의 남동생은 존 로널드 로웰 톨킨의 조상이 되었다. 1792년 톨킨의 증조부는 지인과 한 제조업체를 인수해 시계를 제작해 판매하였다. 하지만 톨킨의 증조부는 영국 시민이 된적이 없었다. 다른 독일의 친척들도 런던의 두 형제와 합류했다. 톨킨의 성이나 유사한 철자를 가진 사람들 중 일부는 존 로널드 로웰 톨킨과 같은 가족에 속하며 그들은 세계 2차 대전이 끝나고 동 프로이센으로 이주한 사람들의 후손이다.
실제로 톨킨은 저지대 프러시안어로 '톨의 자손'이라는 뜻인데, 톨킨 스스로는 '저돌적'이라는 뜻의 독일어 '톨퀸(tollkühn)'에서 왔다고 말하고 다녔다.

### 어린시절

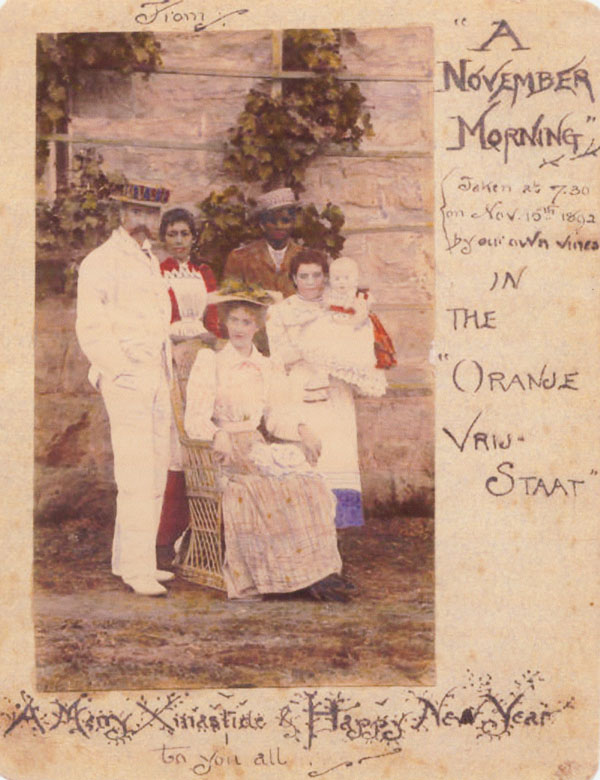
영국 버밍엄의 친척들에게 보낸 블룸폰테인 톨킨 가족의 컬러 사진이 담긴 1892년 크리스마스 카드

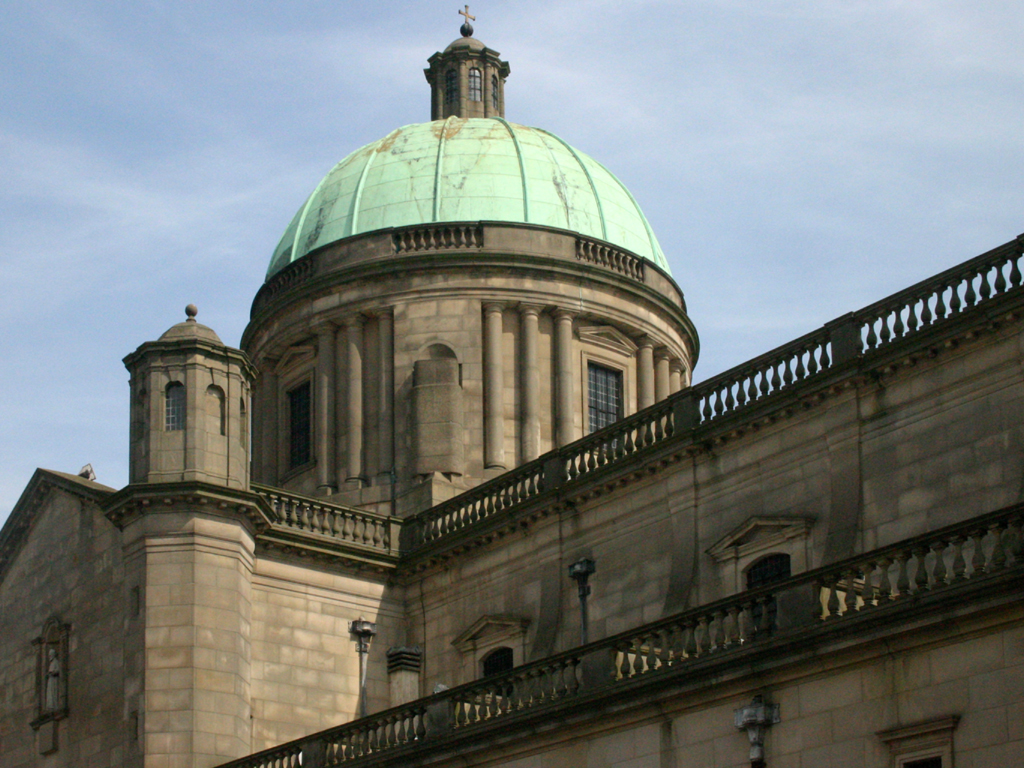
버밍엄 오라토리 돔

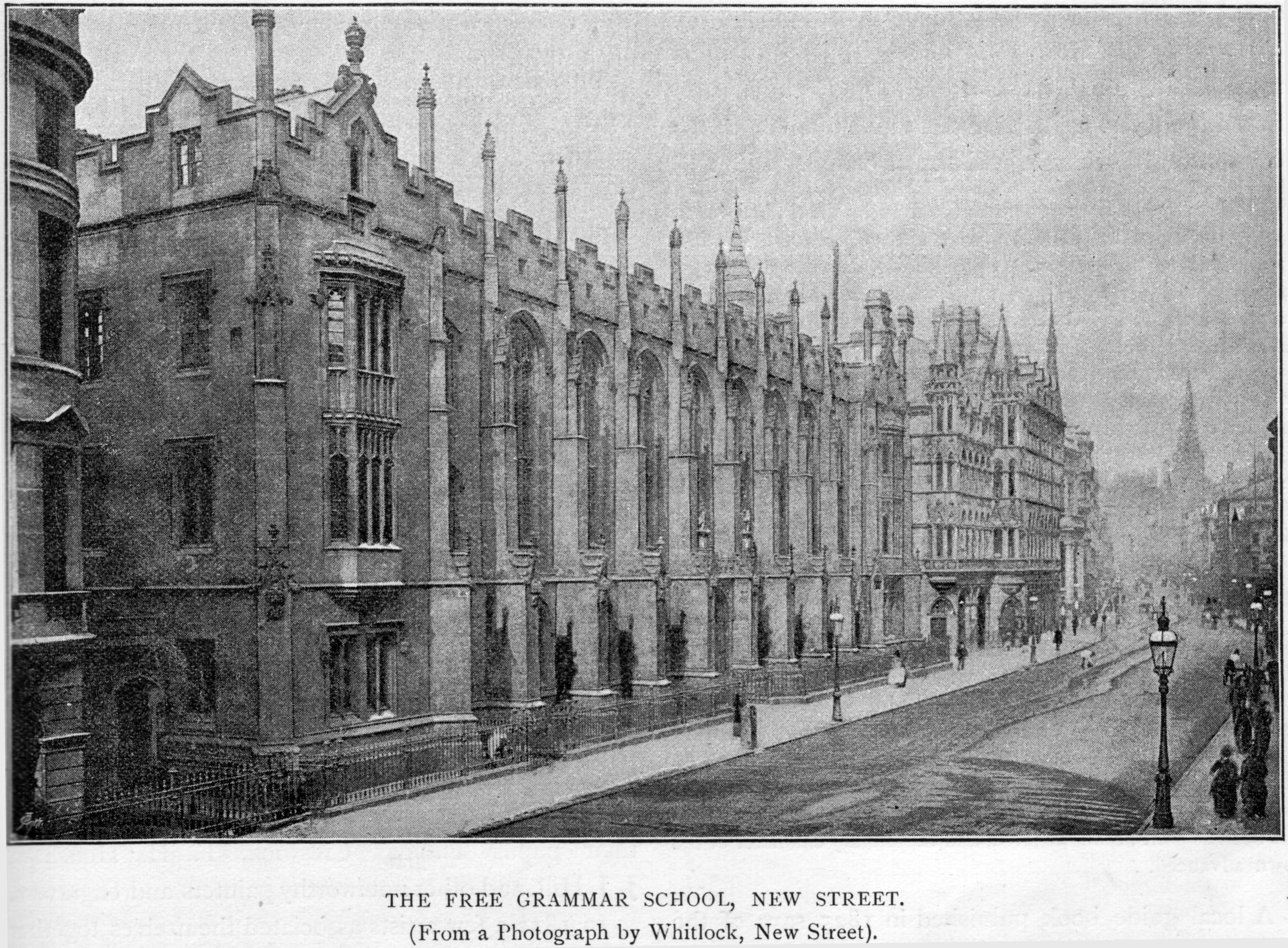
톨킨이 다녔던 킹 에드워드 학교

톨킨은 1892년 1월 3일 오렌지 자유국(현 남아프리카 공화국)의 블룸폰테인에서 태어났다. 톨킨에게는 1894년 2월 17일에 태어난 남동생 힐러리 로웰 톨킨이 있다. 또한 톨킨은 어렸을 때 큰 거미에게 물렸는데, 어른이 되고 나서는 이 일을 기억하지 못했다고 한다. 3살 때 글을 읽기 시작했으며, 4 살때 영국 버밍엄으로 이주했다. 4살 때부터 글을 유창하게 쓸수 있었지만, 그의 아버지는 톨킨이 3살 때 류마티스 열로 세상을 떠났다. 이로 인해 가족은 소득이 끊기고 말았다. 하지만 톨킨의 어머니는 집에서 자식들을 가르쳤다. 톨킨의 어머니는 톨킨에게 식물학을 가르쳤다. 어린 톨킨은 그림 그리는 것을 좋아했는데 톨킨의 어머니는 라틴어 기초를 일찍 가르쳤다.
이후 그의 어머니는 외가 모두가 열성적인 성공회 신자였음에도 불구하고, 로마 가톨릭교회로 회심하였다. 톨킨의 어머니가 로마 가톨릭교회로 회심하자 성공회(Anglican) 신자였던 친척들은 톨킨 일족에게 등을 돌리고 경제적 지원을 끊음에 따라 톨킨 모자는 가난하게 생활하게 된다. 톨킨은 다시 킹스 히스로 이사를 가기도 했다. 그곳에서 그는 탐험하기를 좋아했으며, 후에 그의 소설에 종종 이름이 비슷하게 등장한다. 톨킨의 어머니는 톨킨이 12살 때 당뇨 합병증으로 죽었지만, 톨킨은 그의 나머지 생애 동안 그의 어머니가 믿음으로 인해 순교했다고 생각했고, 이는 그의 신앙에 많은 영향을 끼쳤다. 톨킨의 독실한 신앙은 성공회 신자인 C.S.루이스와의 대화에도 깊이 베어 있으며, 그의 작품 속에도 다양한 상징과 가치로 나타난다. 10대 시절 톨킨은 버밍엄의 킹 에드워드 학교과 성 필립 문법학교를 다녔다.

### 청년기
10대 초반 톨킨은 사촌인 메리와 마조리 인클던의 발명품인 동물 언어를 처음으로 접했다. 그는 당시 라틴어와 앵글로색슨어를 공부하고 있었다. 그 언어에 대한 관심은 곧 사라졌지만 메리와 톨킨은 새롭고 복잡한 언어를 개발하였다. 후에 톨킨은 다음으로 작업해 새로운 언어인 나파린을 만들어내었다. 톨킨은 1909년 에스페란토를 공부하고 알게 되었다. 후에 그는 16페이지 짜리 "The Book of the Foxrook"라는 공책을 쓰게되었는데, 여기에서 톨킨의 초기 언어가 등장하였다. 이 공책은 에스페란토로 작성되었다.
1911년 톨킨은 스위스 루터 브루 넨 밸리에서 여름 휴가를 보냈다. 1968년 편지를 보면 이 때를 생생하게 기억하였으며, 이 경험은 톨킨의 리븐델을 창조하는데 영향을 주었으며, 호빗에서 빌보 배긴스가 난쟁이들과 야영하는 이야기에 영향을 주었다. 같은 해 10월, 톨킨은 옥스포드 전문대학에서 공부하게 되었다. 그는 처음에 고전을 공부했지만 1913년에 영어와 문학으로 과정을 변경하여 1915년 일류 명예를 받고 졸업하였다.
톨킨이 에디스 브렛을 만나 처음 사랑에 빠진 것은 그가 16세일 때였으며 당시 에디스는 톨킨보다 3살 많았다. 에디스는 개신교였기에 이를 좋지 않게 생각한 당시 톨킨의 후견인 모건 신부는 톨킨이 21살이 되기 전까지 그들이 만나는 것을 금지하였고 톨킨은 이에 따랐다. 톨킨은 21세가 되던 생일날 톨킨은 에디스에게 청혼하는 편지를 쓰고 결국 둘은 1916년 3월 22일 결혼하게 된다.

### 세계 1차대전 시기

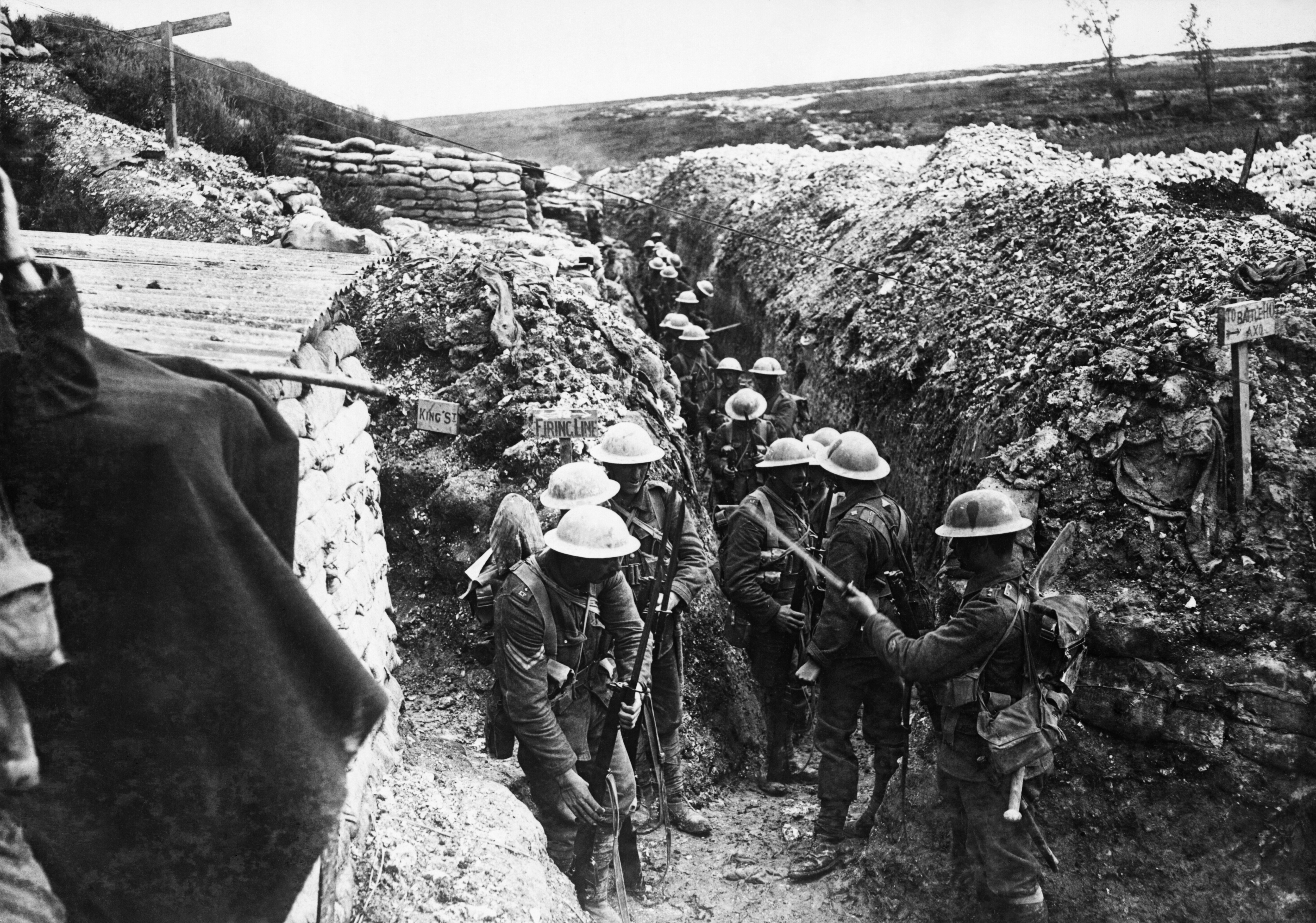
1916년, 세계 1차대전

톨킨은 제1차 세계 대전 시작 후 1915년 7월 15일, 영국군에 지원하였고, 임시 부관에 임명되었다. 그는 케논 체이스13 보충 대대에서 11개월간 훈련을 받았고, 훈련을 마친 그는 영국 파견부대 11대대 소속으로 1916년 6월 2일에 프랑스에 투입되었다.

#### 프랑스
1916년 6월 5일, 톨킨은 밤새 프랑스의 칼레로 향했다. 처음으로 도착한 톨킨은 다른 병사들과 마찬가지로 영국 원정대 기지로 보내졌다. 6월 7일, 그는 영국 육군의 11대대에 신호 장교로 배정되었다는 것이 통보되었다. 대대는 제 25사단 제 74여단 소속이었다. 그의 부대가 소환되기를 기다리는 동안 톨킨은 지루함에 빠졌다. 그는 시간을 보내기 위해 그가 칼레로 넘어올 때의 감정에서 얻은 영감으로 "외로운 섬"이라는 시를 지었다. 영국군의 우편 검열을 피하기 위해 그만의 점자 코드를 만들기도 하였다. 1916년 6월 27일, 톨킨은 아미앵 근처의 도시에 합류하였다. 그는 그곳의 광산, 제분 및 직조 마을에서 끌려온 후 입대한 사람들을 지휘한다는 것을 알게 되었다. 톨킨은 이 사람들에게 친근감을 느꼈지만, 영국에서 다른 계급끼리 과한 우정을 제한하여서 별로 친하게 지내지 못했다.

#### 솜 전투

솜 전투 중 영국군 진영.

톨킨은 1차 세계 대전에서 가장 참혹하다고도 알려진 솜 전투에도 참가했다. 톨킨은 1916년 7월 초 솜에 도착하였고, 그는 부진 코트에서 라이프치히 돌출부에 대한 전투에 참여하였다. 톨킨의 전투 시간은 그의 아내인 에디스에게는 끔찍한 스트레스였는데, 이는 문을 두드리는 소리가 톨킨이 전사했다는 소식을 들려줄 수도 있었기 때문이다. 1916년 10월 27일에 톨킨은 레지나 해구로 돌격하는 도중 이가 옮기는 참호열에 걸려 11월 8일 영국으로 후송되었다. 톨킨이 후송된 후 톨킨과 친했던 부대원 대부분이 전사했고, 부대는 거의 전멸하였다.

#### 회복 기간
회복하는 기간 동안 북유럽 신화와 민간 전승에 기반한 우화 시리즈 '잃어버린 이야기들의 책'(The Book of Lost Tales)을 썼다. 요양중인 무렵 톨킨은 아내 에디스와 함께 독미나리 숲을 거닐다가 에디스가 톨킨을 위로하는 춤을 추었고 아내의 귀여운 행동에 영감을 얻어 소설 속 등장인물에 반영하였고, 그것은 베렌과 루시엔이 되었다.
베렌과 루시엔은 《실마릴리온》에 등장하는 인물이다. 톨킨이 쓴 '잃어버린 이야기들의 책' 내용에서 《반지의 제왕》 앞부분은 톨킨 사후에 그의 아들이 출판한 책이다. 톨킨은 그의 아내를 종종 "나의 루시엔"이라고 부르기도 하였다.

### 대학교수 시절

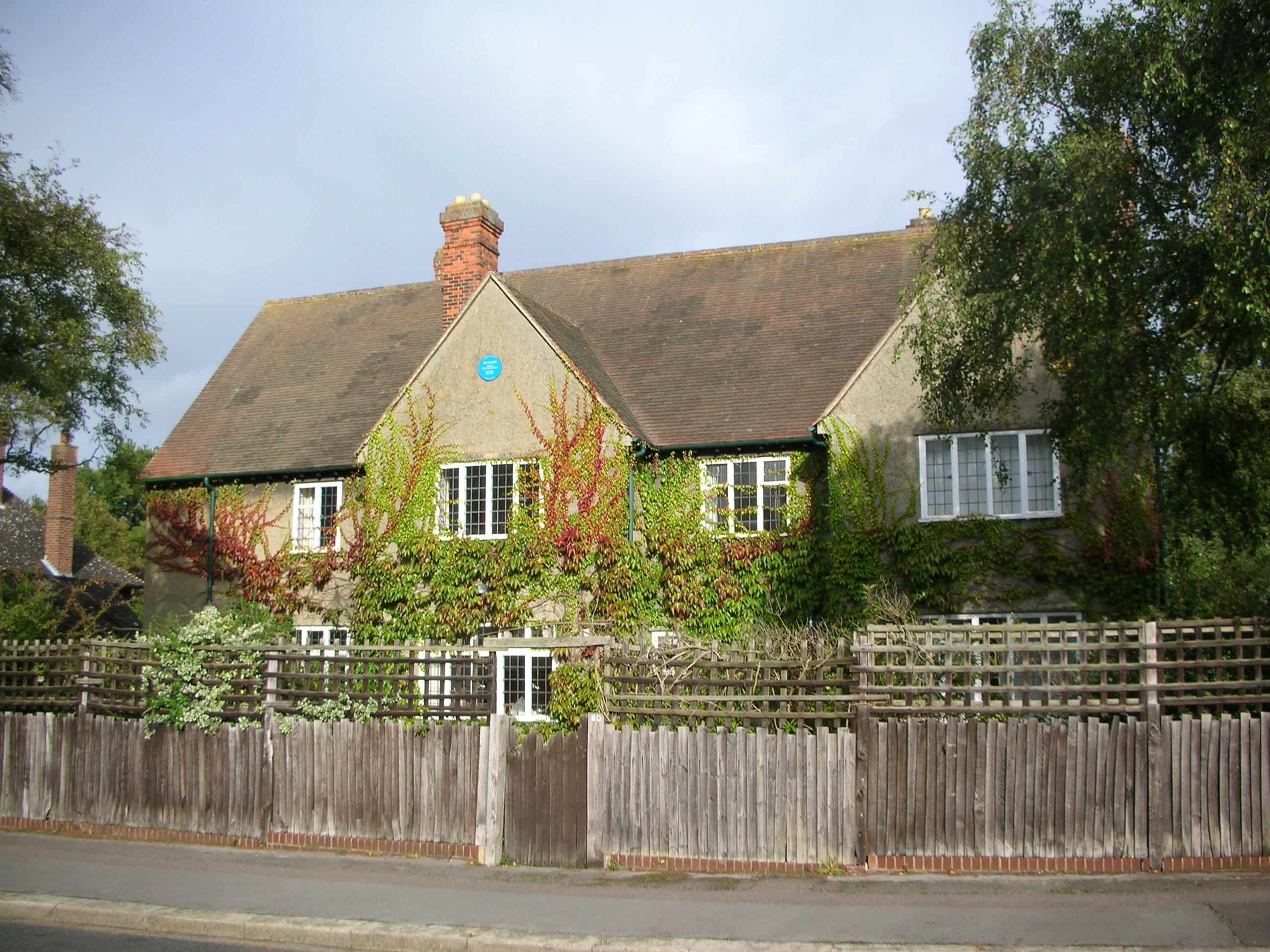
1930년에서 1949년까지 톨킨이 살았던 옥스퍼드 내의 집.

제1차 세계 대전 참전 이후, 톨킨은 잠시 동안 옥스퍼드 영어사전 편찬에 관련한 일을 했다. 그가 주로 담당한 것은 알파벳 'W'로 시작하는 언어의 기원과 재해석에 관한 것이었다. 1920년에 리즈 대학에서 영어 언어학 조교로 강의하다가 1924년 리즈 대학교에서 정교수가 된다. 1925년에는 톨킨은 다시 옥스퍼드 대학교로 가서 교수직을 맡게 된다. 톨킨은 자신의 아이들을 위해 이야기를 만들어내어 들려주는 것을 좋아했다. 그것들이 모여 출판된 책이 《호빗》이었다. 호빗은 어른들에게까지 인기를 얻게 되고 호빗의 출판사는 톨킨에게 후속작을 요청한다. 이에 톨킨은 작가 토론모임인 잉클링스와 C.S. 루이스의 조언을 받으며 《반지의 제왕》을 10여년에 걸쳐 저술한다.
톨킨의 절친한 친구이자 톨킨과 마찬가지로 옥스퍼드대 교수였던 C.S. 루이스는 톨킨과 함께 독서 모임인 잉클링스의 회원이었다. 둘은 잉클링스에서 문학, 역사, 종교, 신화 등 많은 대화를 나누었고 루이스는 톨킨이 생각하고 저술했던 가운데 땅 이야기를 경청하고 격려해 주었다. 톨킨과 루이스는 말년에는 소원해 지기도 하였지만 둘은 대체로 친밀한 관계를 유지 하였다. 톨킨은 1963년 루이스가 죽었을 때 "우리는 서로에게 큰 빚을 지고 있었다. 우리들을 맺어준 깊은 우정은 지금도 그대로이다"라고 하였다.

### 은퇴
1959년부터 1973년 사망할 때까지 은퇴한 톨킨은 꾸준히 대중적인 관심과 문학적인 명성을 얻었다. 1961년 그의 친구인 C.S. 루이스는 그를 노벨 문학상 후보로 지명하기도 하였다. 그의 책이 수익성이 높아지자 톨킨은 조기 퇴직을 한 것을 후회 할 정도가 되었다.
팬들의 관심이 너무 높아서 톨킨은 공개하였던 전화번호를 공개하지 않았고, 에디스와 본머스에서 살게되었다. 그 당시 본머스는 영국 중산층이 이용하던 휴양지였다. 베스트셀러 작가로서 그곳의 정중한 사회 진입은 쉬었을 수 있지만, 그는 옥스퍼드대와 잉클링스의 생활을 포기해야만 하였다. 은퇴 당시 톨킨은 1966년 예루살렘 성경의 컨설턴트이자 번역가이었다.
톨킨은 1972년 신년 명예 대영제국 훈장을 받았으며, 1972년 3월 28일 버킹엄 궁전에서 훈장을 받았다. 같은 해 옥스포드 대학은 그에게 문학 박사 명예를 수여하였다.

### 죽음

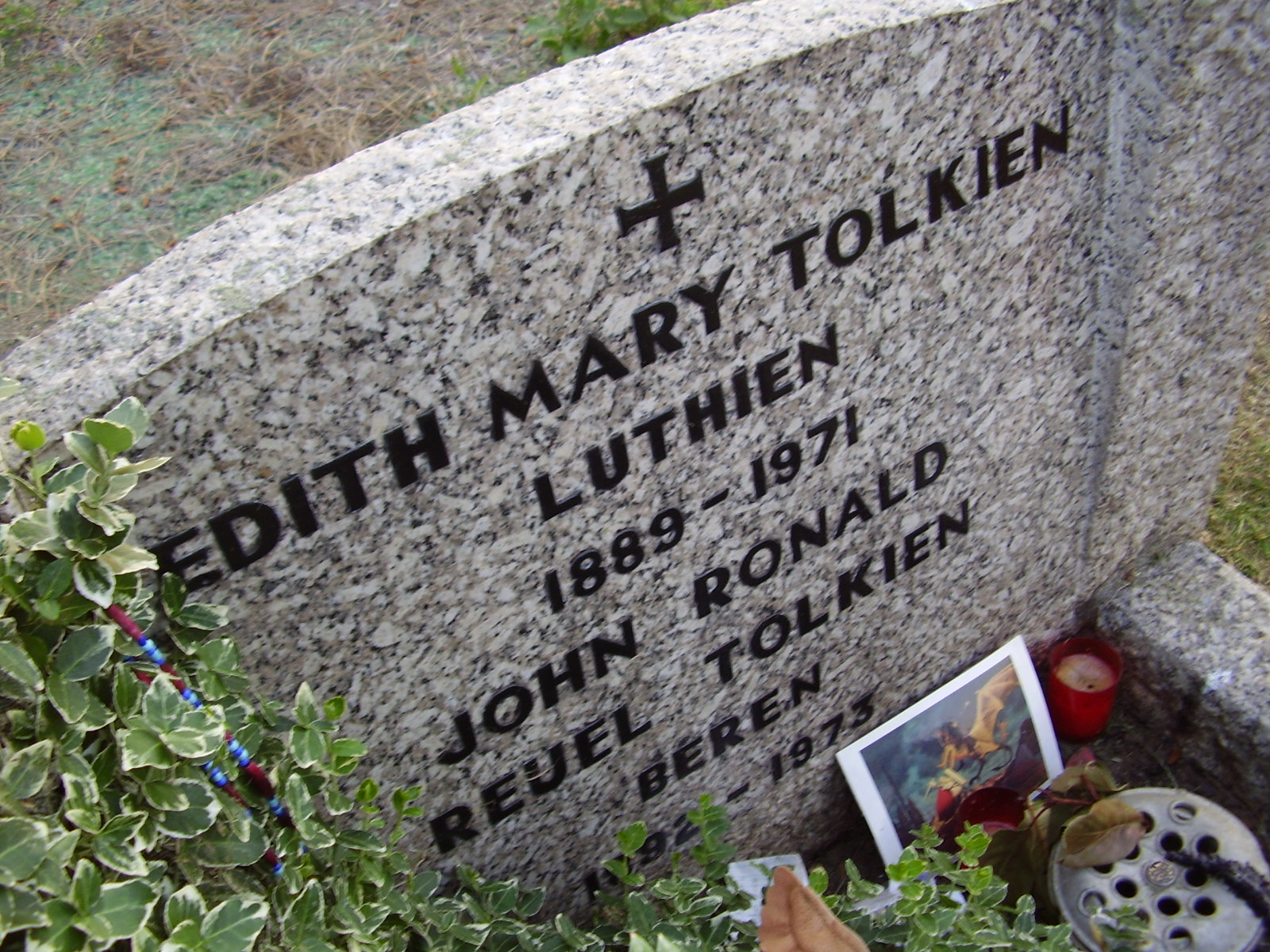
톨킨 부부의 묘비에 적혀 있는 문구.

톨킨의 아내가 1971년 11월 29일 죽었을 때 톨킨은 아내의 묘지 비석에 루시엔(Lúthien)이라고 아내의 이름 아래에 새겼다. 21개월 뒤인 1973년 9월 2일 톨킨이 81세의 나이로 출혈성 궤양과 흉부 감염으로 인해 사망했을 때 같은 곳에 묻혔는데, 이 때 비석에 베렌(Beren)이라는 이름이 더해졌다. 베렌은 《실마릴리온》의 등장인물의 이름으로, 비석의 전체 내용은 아래와 같다.

Edith Mary Tolkien
Lúthien
1889–1971
John Ronald
Reuel Tolkien
Beren 
1892–1973

또한 톨킨의 유언장은 1973년 12월 20일 190,577 파운드에 낙찰되었다.

## 출판물

### 톨킨 생애에 출판

#### 《베오울프:괴물과 비평가들》
톨킨은 그의 소설과 함께 대학 문학 비평 작가로도 유명하다. 그의 1936년 강의내용이 나중에 기사로 출판되게 되고, 앵글로 색슨의 서사시 베오울프를 문학적으로 재해석한 그 내용은 놀라운 것이었다. 이 논문은 고전 영문학 공부하는데 있어 지금까지도 많은 영향력을 주고 있다. 또한 이것은 톨킨의 후기 소설에 큰 영향을 미쳤으며, 호빗과 반지의 제왕의 세부 사항에서 각색이 드러났다.

#### 아이들을 위한 책과 단편
톨킨은 신화적인 작곡과 더불어, 그의 아이들이 즐길 수 있는 판타지 이야기를 쓰는 것을 좋아했다. 그는 매해 크리스마스 편지를 산타할아버지가 보내는 형식으로 자신의 아이들에게 썼고 그 편지에는 짧은 이야기 시리즈가 포함되어 있었다. 이것은 나중에 모아져 《산타할아버지의 편지》로 출판된다. 한국에서는 《북극에서 온 편지》라는 제목으로 출간되었다. 다른 이야기로는 《미스터 블리스》와 《로버랜덤》,《니글의 나뭇잎》《톰 봄바딜의 모험》,《요정 이야기에 관하여》,《큰 우튼의 대장장이》,《햄의 농부 가일스》 등이 있다. 여러 사람들은 그의 전설관에서 아이디어를 빌렸다.

#### 《호빗》
톨킨은 자신의 허구적인 이야기들이 인기를 얻으리라고는 전혀 예상하지 못했다. 원래 《호빗》은 톨킨의 자녀들을 위해 쓴 소설이었다. 1936년 우연한 기회에 호빗을 읽게 된 런던의 조지 알렌 & 언윈(George Allen & Unwin) 출판사 여직원의 강력한 추천으로 《호빗》을 출판하였다. 출판 이후 《호빗》은 아이들뿐만 아니라 성인 독자들에게까지 인기를 끌게 되고 출판사는 톨킨에게 속편을 요청하게 된다.

#### 《반지의 제왕》
톨킨의 가장 유명한 작품인《반지의 제왕》은 《호빗》의 후속편을 제작해달라는 출판사의 요청에 의해 시작하였고 10여 년에 걸쳐 반지의 제왕을 쓰게 된다. 처음 출판은 1954년부터 1955년에 1권으로 출판하려 했지만 너무 많은 인쇄비 때문에 3권으로 출판되었다. 반지의 제왕을 집필하는 동안 그는 잉클링스의 도움을 많이 받았고 특히 그의 가까운 친구였던 나니아 연대기의 작가 C. S. 루이스의 지원을 많이 받았다. 톨킨은 처음 《반지의 제왕》을 《호빗》과 마찬가지로 어린이를 위한 이야기로 쓰려 했다. 그러나 소설의 분위기가 점점 무거워지고 심각해지게 되면서 성인 독자들에게 더 인기를 끌게 되었다. 《반지의 제왕》 집필전에 그가 구상하고 집필한 벨레리안드(Beleriand) 배경 이야기는 그의 사후에 《실마릴리온》이라는 이름으로 출판된다.
톨킨의 《반지의 제왕》소설의 성공은 판타지 장르 소설에 큰 영향을 주게 된다.
반지의 제왕은 1960년대부터 큰 인기를 얻게 되고 판매와 독자평 둘다에서 20세기에 가장 인기있는 소설 중에 하나로 인정받게 된다. 2003년 BBC에서 개최한 "대단한 책"(Big Read) 조사에서 반지의 제왕은 "영국에서 가장 사랑 받는 책"으로 선정되기도 한다. 또한 반지의 제왕은 Amazon.com 고객을 대상으로 한 설문 조사에서 가장 좋아하는 "천년의 책"으로 평가되었다. 또한 2004년 반지의 제왕은 BBC가 "대단한 책"(Big Read)을 독일인으로 투표를 진행하였을 때 약 250,000명이 반지의 제왕을 좋아한다는 결과가 나왔다.

### 사후 출판
톨킨의 사후에 출판한 책은 대부분 크리스토퍼 톨킨이 묶어 편집하였다.

#### 《실마릴리온》
톨킨은 베렌과 루시엔의 이야기가 포함된 '신화의 초안'(Sketch of the Mythology)을 간략하게 썼다. 그 내용은 나중에 퀜타 실마릴리온에 포함되게 된다. 톨킨은 실마릴리온 이야기가 반지의 제왕과 함께 출판 되기를 바랬지만 방대한 분량 때문에 출판사에서 출판을 거절하는 바람에 생전에 출판은 이루어지지 못했다. 당시 전쟁 직후이기 때문에 인쇄비가 너무 높았던 것도 그 이유였으며 반지의 제왕도 3부로 나누어 출판하게 된다.
톨킨은 그의 아들 크리스토퍼 톨킨에게 그의 사후에 작품 발표에 대한 저작권을 위임하였고 크리스토퍼 톨킨는 그의 아버지의 미출판 원고들을 정리, 편집하여 책 《실마릴리온》으로 1977년 출판하게 된다. 이는 톨킨이 죽은 후 4년 뒤의 출판이었다. 《실마릴리온》은 가운데땅에서의 신화와 역사를 기록한 소설로서 작가가 《호빗》과 《반지의 제왕》을 집필하기 전에 《잃어버린 이야기들의 책》이라고 적힌 노트에 1937년부터 쓰기 시작해 죽기전까지 집필한 것으로서 《반지의 제왕》 앞부분에 해당하는 이야기이다. 한국에서도 동명의 제목(실마릴리온)으로 출판되었다.

#### 《끝나지 않은 이야기》와 《가운데땅 역사서》
1980년 크리스토퍼 톨킨은 톨킨의 유작 원고 자료들을 모아 《누메노르와 가운데땅의 끝나지 않은 이야기들》을 출간한다. 이후 크리스토퍼 톨킨은 1983년부터 1996년까지 톨킨의 저서를 모아 《잃어버린 이야기들의 책》 1부와 2부와 《벨레리안드의 노래》를 비롯한 12권의 책을 출간하고, 나중에 학문적으로 설명한 해설과 각주를 달아 이를 《가운데땅 역사서》라는 이름의 12권으로 재정리한다.

#### 《후린의 아이들》
2007년 《후린의 아이들》이 하퍼 콜린스(Harper Collins)와 휴튼 미플린(Houghton Mifflin)에 의해 출판되었다. 《후린의 아이들》은 톨킨이 1918년에 집필을 시작했다가 미처 완성하지 못한 작품으로, 내용은 톨킨의 아들 크리스토퍼 톨킨이 《실마릴리온》, 《끝나지 않은 이야기》, 《가운데땅 이야기》 등에서 원고를 모은 것이다. 이 소설의 배경은 중간계이며 《반지의 제왕》의 시대 배경 제3시대보다 6500년 앞선 제1시대의 영웅 투린의 비극적인 투쟁과 사랑 이야기를 다룬 책이다. 대한민국에서도 2008년 7월 출간되었다.

#### 《지구르드와 구드룬의 전설》
2009년 5월 휴튼 미플린 하코트(Houghton Mifflin Harcourt) 출판사와 하퍼 콜린스에서 톨킨의 미발행 작품을 지구르드와 구드룬의 전설(The Legend of Sigurd and Gudrún)이라는 제목으로 출판했다. 이 책은 크리스토퍼 톨킨이 편집하고 소개를 덧붙였다. 내용은 노르웨이의 전설에 관한 책으로 1930년대 톨킨이 옥스퍼드 대학에 교수로 있을 무렵에 썼던 서사시이다.

## 영향
다른 많은 작가들이 톨킨의 이전에 많은 판타지 소설을 써왔지만 톨킨의 반지의 제왕과 호빗의 대성공은 판타즈 소설 장르가 대중적인 부활과 현대 판타지 소설 장르 형성으로 이어졌다. 그는 이후 현대 판타지 장르의 "아버지"로 불리었으며, 2008년 더 타임스는 '1945년 이후 가장 위대한 영국 작가 50인'에 선정하였다. 또한 톨킨은 더 타임스에서는 2008년 영국의 위대한 작가 6위로 그를 선정하였고, BBC 투표에서는 지난 천년동안 위대한 영어 작가 6위에 뽑혔다.
톨킨의 가운데땅 판타지 책, 특히 반지의 제왕과 실마릴리온은 그의 대한 철학적 관심, 기독교, 신화, 고고학 등에 다양한 영향을 받았다. 그는 게르만어, 켈트어, 핀란드어, 그리스어에 영향을 많이 받은 재능 있는 언어 학자였다. 또한 톨킨의 영국 시골에서의 어린 시절과 버밍엄의 성장은 톨킨에게 샤이어의 창조에 영향을 미쳤고, 세계 1차 대전의 참호는 모르도르를 창조하는데 영향을 미쳤다.

### 팬덤
톨킨의 열성적인 팬들은 톨키니스트라고 불린다. 열성적인 톨키니스트들은 다른 팬덤의 팬들과 규모와 깊이를 달리한다. 대부분의 팬덤의 팬들은 상업적으로 활동하는 경우가 많은데, 톨키니스트들은 학문, 철학적으로 파고드는 경우가 많다. 게다가 톨킨만을 연구하는 톨킨학이 있을정도이다.

## 정치와 인종
톨킨의 판타지 저작은 인종에 대한 구식적인 태도를 구현하는 것으로 비판을 받아왔다.
또한 톨킨은 오크의 이미지를 몽골에서 따왔다고 지인에게 편지를 보냈고 이 점을 들어 일부 사람들은 고의는 아니지만 무의식적으로 백인우월주의사상을 가지고 있지않냐는 의혹을 제기하기도 한다.
사실 톨킨의 편지를 읽어보면 요정이 모르고스에 의해 타락해서 오크가되었다고 묘사되었으며, 트롤 역시 엔트가 타락하여 형성되었다 묘사되었다고 묘사되어있다. 또한 톨킨을 인종차별을 증오하기까지 했다고 말하였다. 또한 그는 남아프리카 공화국의 아파르트헤이트정책을 뼛속까지 증오했다고 지인들에게 자주 말했을 정도로 인종차별을 증오하였다. 그리고 그는 나치 독일에 대해서도 매우 비판적인 모습을 지인들 앞에서 보여주었다.
남아프리카 공화국의 아파르트헤이트 정책을 증오하였다고 한 톨킨도 백인들의 인종차별에서 톨킨은 자유롭지 못했다. 그나마 인종차별이 가장 덜한 미국 서부에서도 아직 인종차별 반대가 일어나지 않았을 때이다. 또한 미국 몽고메리시에서 흑인이 백인에게 버스 자리를 양보하지 않아서 흑인 봉기가 일어난 것도 반지의 제왕을 쓴 후에 일어났다. 또한 마틴 루터 킹 주니어 목사가 '나에게는 꿈이 있습니다'라를 연설을 하기 10년전에 반지의 제왕이 씌어지고 난 뒤다.

## 자연
대부분의 생물 보존주의는 아직 정치적 의제에 포함되지 않았으며, 톨킨 자신은 숲에 대한 그의 사랑과 삼림 벌채에 대한 슬픔에 대한 개인적인 편지를 제외하고는 그의 견해를 직접 표현하지 않았다. 나중에 톨킨에 대한 전기 또는 문학 분석의 많은 저자는 반지의 제왕을 쓰는 동안 톨킨의 야생 및 길들여지지 않은 자연의 가치와 야생 자연의 남은 것을 보호하는 데 관심을 갖게되었다.

## 출판 목록
은 가운데땅과 관련있는 책이다.

### 톨킨 생애에 출판
| 날짜 순 | 제목                          | 원어제목                       | 한국어 발행 여부 |
| ------- | ----------------------------- | ------------------------------ | ---------------- |
| 1937년  | 《호빗》                      | The Hobbit                     | 발행             |
| 1939년  | 《요정 이야기》/에세이        | On fairy stories               | -                |
| 1947년  | 《니글의 이파리》             | Leaf by Niggle                 | 발행             |
| 1949년  | 《햄의 농부 가일스》/우화     | Farmer Giles of Ham            | 발행             |
| 1954년  | 《반지 원정대》               | The Fellowship of The Ring     | 발행             |
| 1954년  | 《두 개의 탑》                | The Two Towers                 | 발행             |
| 1955년  | 《왕의 귀환》                 | The Return of the King         | 발행             |
| 1962년  | 《톰 봄바딜의 모험》/시집     | The Adventures of Tom Bombadil | 발행             |
| 1962년  | 《나뭇잎과 잎사귀》           | Tree and Leaf                  | -                |
| 1967년  | 《길은 계속해서 이어 진다오》 | The Road Goes Ever On          | -                |
| 1967년  | 《큰 우튼의 대장장이》        | Smith of Wootton Major         | 발행             |

### 사후 출판
| 날짜 순        | 제목 | 원어제목 | 한국어 발행 여부 |
| -------------- | --- | --- | ---------------- |
| 1975년         | 《가웨인 경과 녹기사》 | Sir Gawain & the Green Knight, Pearl | 발행             |
| 1976년         | 《북극에서 온 편지》 | The Father Christmas Letters | 발행             |
| 1977년         | 《실마릴리온》 | The Silmarillion | 발행             |
| 1980년         | 《누메노르와 가운데땅의 끝나지 않은 이야기》 | Unfinished Tales | -                |
| 1981년         | 《톨킨 서간집》/편지모음 | The Letters of J. R. R. Tolkien | -                |
| 1982년         | 《블리스씨 이야기》 | Mr. Bliss | 발행             |
| 1982년         | 《핀과 헨게스트》 | Finn and Hengest | -                |
| 1983년         | 《괴물과 비평가》/비평,에세이 | The Monsters and the Critics | -                |
| 1983년 ~1996년 | 《가운데땅의 역사》 1. 《잃어버린 이야기들의 책 1》(1983) 2. 《잃어버린 이야기들의 책 2》(1984) 3. 《벨레리안드의 노래》(1985) 4. 《가운데땅의 형성》(1986) 5. 《잃어버린 길과 다른 저작물》(1987) 6. 《어둠의 귀환》(1988) (반지의 제왕의 역사 1권) 7. 《아이센가드의 반란》(1989) (반지의 제왕의 역사 2권) 8. 《반지 전쟁》(1990) (반지의 제왕의 역사 3권) 9. 《사우론의 몰락》(1992) (반지의 제왕의 역사 4권) 10. 《모르고스의 반지》(1993) (실마릴리온 이후의 역사 1권) 11. 《보석 전쟁》(1994) (실마릴리온 이후의 역사 1권) 12. 《가운데땅의 사람들》(1996) | The History of Middle-earth 1. The Book of Lost Tales 1 2. The Book of Lost Tales 2 3. The Lays of Beleriand 4. The Shaping of Middle-earth 5. The Lost Road and Other Writings 6. The Return of the Shadow 7. The Treason of Isengard 8. The War of the Ring 9. Sauron Defeated 10. Morgoth's Ring 11. The War of the Jewels 12. The Peoples of Middle-earth | -                |
| 1990년         | 《빌보의 마지막 노래》 | Bilbo's Last Song | -                |
| 1998년         | 《로버랜덤》 | Roverandom | 발행             |
| 2007년         | 《후린의 아이들》 | The Children of Húrin | 발행             |
| 2007년         | 《호빗의 역사》 | The History of The Hobbit | -                |
| 2009년         | 《지구르드와 구드룬의 전설》 | The Legend of Sigurd and Gudrún |                  |
| 2015년         | 《쿨레르보의 이야기》 | The Story of Kullervo | -                |

## 참고

### 내용주
1. ↑  영어 인명 Reuel은 '룰(ROOL)'로 주로 발음하나, 톨킨의 가족들은 '루엘(ROO-el)'이라고 발음했다.[2]
2. ↑  혹은 하이 판타지.

### 참조주
1. 1 2  “Supplement to The London Gazette: 1972 New Year Honours”. 《런던 가제트》 (영어) (45554): 9. 1971년 12월 31일.
2. ↑  http://www.tolkiensociety.org/faq01.html The Tolkien Society
3. ↑  크리스토퍼, 톨킨; 험프리, 카펜터. 〈144〉. 《톨킨의 서간집》.
4. ↑  블리스, 알란. 《Tolkien: Finn and Hengest》. 4쪽. ISBN 0-0482-9003-3.
5. 1 2  “루이스와 톨킨/콜린 듀리에즈 지음”. 서울신문. 2005년 11월 11일.
6. 1 2  “'반지의 제왕' 탄생 전 이야기”. 부산일보. 2009년 11월 7일.[깨진 링크(과거 내용 찾기)]
7. ↑  “The 50 greatest British writers since 1945 - Times Online”. 2008년 5월 11일. 2008년 5월 11일에 원본 문서에서 보존된 문서. 2021년 6월 22일에 확인함.
8. ↑  “BBC News | World | Shakespeare voted millennium's best writer”. 2021년 6월 22일에 확인함.
9. ↑   (PDF) http://www.elendilion.pl/wp-content/uploads/2018/03/TolkienAncestry.pdf. 2021년 10월 25일에 확인함. |제목=이(가) 없거나 비었음 (도움말)
10. ↑  “Verteilung des Namens "Tolkien" in Deutschland - verwandt.de”. 2013년 5월 10일. 2013년 5월 10일에 원본 문서에서 보존된 문서. 2021년 6월 22일에 확인함.
11. ↑  “Verteilung des Namens "Tolkiehn" in Deutschland - verwandt.de”. 2013년 5월 10일. 2013년 5월 10일에 원본 문서에서 보존된 문서. 2021년 6월 22일에 확인함.
12. ↑  Ryszard Derdziński, Z Prus do Anglii. Saga rodziny J. R. R. Tolkiena (XIV–XIX wiek) 보관됨 10 1월 2019 - 웨이백 머신
13. ↑  Ryszard Derdziński, On J. R. R. Tolkien's Roots 보관됨 10 1월 2019 - 웨이백 머신, 2017
14. ↑  “Ash nazg gimbatul”. 《Der Spiegel》 (독일어). 35/1969호. 1969년 8월 25일. 2011년 4월 27일에 원본 문서에서 보존된 문서. Professor Tolkien, der seinen Namen vom deutschen Wort 'tollkühn' ableitet,... .
15. 1 2 3 4 5  “‘반지의…’‘나니아…’ 두 작가 톨킨·루이스의 믿음의 길 37년 동행”. 국민일보. 2005년 12월 13일.
16. ↑  Carpenter 1977, 113쪽
17. ↑  “Biography” (영어). 2016년 10월 27일. 2021년 6월 23일에 확인함.
18. ↑  “무의식으로 빚다, 거대한 환상세계”. 한겨레. 2003년 11월 21일.
19. ↑  Carpenter 1977, 113쪽
20. ↑  책: J.R.R 톨킨 전기 P.85/저자:험프리 카펜터
21. ↑  “Nevbosh - Tolkien Gateway”. 2021년 6월 25일에 확인함.
22. ↑  “Naffarin - Tolkien Gateway”. 2021년 6월 25일에 확인함.
23. ↑  “Tolkien's Not-So-Secret Vice”. 2021년 6월 25일에 확인함.
24. ↑  “Tolkien's Languages | The Tongues of Middle-Earth”. 2013년 12월 24일에 원본 문서에서 보존된 문서. 2021년 6월 25일에 확인함.
25. ↑  Bramlett, Perry C. (2003). 《I Am in Fact a Hobbit: An Introduction to the Life and Works of J.R.R. Tolkien》 (영어). Mercer University Press. ISBN 978-0-86554-894-7.
26. ↑  Drout, Michael D. C. (2007). 《J.R.R. Tolkien Encyclopedia: Scholarship and Critical Assessment》 (영어). Taylor & Francis. ISBN 978-0-415-96942-0.
27. ↑  “지구상에서 중간 지구를 찾을 수있는 13 가지 장소 (뉴질랜드에없는 곳) / 목적지”. 2021년 6월 26일에 원본 문서에서 보존된 문서. 2021년 6월 26일에 확인함.
28. ↑  Digital, Valais*Wallis. “Valais*Wallis Digital” (영어). 2021년 6월 26일에 확인함.
29. ↑  책: J.R.R 톨킨 전기 P.87/저자:험프리 카펜터
30. ↑  “Page 6968 | Issue 29232, 16 July 1915 | London Gazette | The Gazette”. 2021년 6월 27일에 확인함.
31. ↑  “보고 옥스퍼드 도착”. 2021년 6월 27일에 확인함.
32. ↑  Carpenter 1977, 93, 103, 105쪽
33. ↑  수정 2017.06.01 15:39, 입력 2017 06 01 15:35 (2017년 6월 1일). “J.R.R톨킨 '베렌과 루시엔' 1일 발간···100년만에 빛봐”. 2021년 6월 27일에 확인함.
34. ↑  The Ring of Words (OUP 2006)/저자 :Peter Gilliver, Jeremy Marshall
35. ↑  “옥스퍼드 영어사전 `위대한 탄생` 추적”. 문화일보. 2005년 4월 22일.
36. ↑  “Nomination%20archive” (미국 영어). 2020년 4월 1일. 2021년 6월 27일에 확인함.
37. ↑  “Biography” (영어). 2016년 10월 27일. 2021년 6월 27일에 확인함.
38. ↑  “J.R.R. Tolkien (1892-1973)”. 2012년 7월 28일. 2012년 7월 28일에 원본 문서에서 보존된 문서. 2021년 6월 27일에 확인함.
39. ↑  “Simon Tolkien - JRR Tolkien”. 2011년 9월 27일. 2011년 9월 27일에 원본 문서에서 보존된 문서. 2021년 6월 27일에 확인함.
40. ↑  “J. R. R. Tolkien Dead at 81; Wrote 'The Lord of the Rings'”. 2021년 6월 27일에 확인함.
41. ↑  Birzer, Bradley J. (2014년 5월 13일). 《J. R. R. Tolkien's Sanctifying Myth: Understanding Middle-earth》 (영어). Open Road Media. ISBN 978-1-4976-4891-3.
42. ↑  “measuringworth”. 2021년 6월 27일에 확인함.
43. ↑  “Find a will | GOV.UK” (영어). 2021년 6월 27일에 확인함.
44. ↑  “The Prevalence of Hobbits”. 2021년 6월 28일에 확인함.
45. ↑  “[문학예술]‘북극에서 온 편지’”. 동아닷컴. 2006년 12월 23일.
46. ↑  “The Prevalence of Hobbits”. 2021년 6월 22일에 확인함.
47. ↑  “Questia” (영어). 2021년 6월 22일에 확인함.
48. ↑  《나무와 잎사귀》의 일부분 이야기이다.
49. ↑  Lee, Stuart D., 편집. (2014년 4월 15일). “A Companion to J. R. R. Tolkien”. 《Wiley Online Library》 (영어). doi:10.1002/9781118517468.
50. ↑  “J. R. R. Tolkien Dead at 81; Wrote 'The Lord of the Rings'”. 뉴욕 타임스. 1973년 9월 3일.
51. ↑  “J. R. R. Tolkien Dead at 81; Wrote 'The Lord of the Rings'”. 2021년 6월 22일에 확인함.
52. ↑  “Oxford Calling”. 2021년 6월 22일에 확인함.
53. ↑  “USATODAY.com - 'Rings' comes full circle”. 2021년 6월 22일에 확인함.
54. ↑  “英 최고인기도서 ‘반지의 제왕’”. 경향신문. 2003년 12월 14일.
55. ↑  “Epic trilogy tops favourite film poll. 05/12/2005. ABC News Online”. 2006년 1월 16일. 2006년 1월 16일에 원본 문서에서 보존된 문서. 2021년 6월 22일에 확인함.
56. ↑  “www.salon.com”. 2001년 6월 4일. 2002년 2월 24일에 원본 문서에서 보존된 문서. 2021년 6월 23일에 확인함.
57. ↑  “A lord for Germany” (영어). 2004년 10월 5일. 2021년 6월 22일에 확인함.
58. ↑  “'반지의 제왕' 저자 아들 사망… '실마릴리온' 등 아버지 미발표 원고 출판”. 2020년 7월 16일. 2021년 7월 5일에 확인함.
59. ↑  “1978 Award Winners & Nominees”. Worlds Without End. 2009년 5월 17일.
60. 1 2  “톨킨 소설 '실마릴리온' 번역 출간’”. 연합뉴스. 2004년 7월 21일.
61. ↑  크리스천투데이 (2021년 3월 14일). “교환 결정과 기독교적 세계관”. 2021년 7월 5일에 확인함.
62. ↑  “시사/이슈/유머 - 크리스토퍼 톨킨, 가운데땅의 학자 타계”. 2021년 7월 5일에 확인함.
63. 1 2  “톨킨의 비극적 영웅이야기 '후린의 아이들'”. 연합뉴스. 2008년 7월 4일.
64. ↑  네이버책소개
65. ↑  “The 50 greatest British writers since 1945” (영어). ISSN 0140-0460. 2021년 6월 22일에 확인함.
66. ↑  “보관된 사본”. 2007년 6월 20일에 원본 문서에서 보존된 문서. 2021년 6월 22일에 확인함.
67. ↑  “BBC News | World | Shakespeare voted millennium's best writer”. 2021년 6월 22일에 확인함.
68. ↑  “Tolkien’s Catholic Imagination”. 2006년 8월 21일. 2006년 8월 21일에 원본 문서에서 보존된 문서. 2021년 6월 22일에 확인함.
69. ↑  Caldecott, Stratford. “The Lord & Lady of the Rings by Stratford Caldecott” (영어). 2021년 6월 22일에 확인함.
70. ↑  Fimi, Dimitra (2006년 8월 1일). ““Mad” Elves and “Elusive Beauty”: Some Celtic Strands of Tolkien's Mythology []”. 《Folklore》 117 (2): 156–170. doi:10.1080/00155870600707847. ISSN 0015-587X.
71. ↑  “news.nationalgeographic.com”. 6월 22일에 확인함.
72. ↑  Flieger, Verlyn (2001). 《A Question of Time: J.R.R. Tolkien's Road to Faërie》 (영어). Kent State University Press. ISBN 978-0-87338-699-9.
73. ↑  Ciabattari, Jane. “Hobbits and hippies: Tolkien and the counterculture” (영어). 2021년 6월 22일에 확인함.
74. ↑  Yatt, John ( 2 December 2002). “Wraiths and Race”. 《The Guardian》. 26 August 2013에 원본 문서에서 보존된 문서. 25 May 2010에 확인함.
75. ↑  Bhatia, Shyam ( 8 January 2003). “The Lord of the Rings rooted in racism”. Rediff India Abroad.  3 November 2010에 원본 문서에서 보존된 문서.  4 December 2010에 확인함.
76. ↑  Fimi, Dimitra. “Was Tolkien really racist?” (영어). 2021년 6월 29일에 확인함.
77. ↑  “Orc 오크의 기원, 유래, 특성과 관련된 오해와 진실”. 2011년 10월 1일. 2021년 7월 9일에 원본 문서에서 보존된 문서. 2021년 7월 4일에 확인함.
78. ↑  “www.joysf.com/forum_fantasy/4441033”. 2021년 7월 5일에 확인함.[깨진 링크(과거 내용 찾기)]
79. ↑  “Racism in Tolkien's Works - Tolkien Gateway”. 2021년 6월 22일에 확인함.
80. ↑  Power, Ed (2018년 11월 27일). “JRR Tolkien’s orcs are no more racist than George Lucas’s Stormtroopers”. 《The Telegraph》 (영국 영어). ISSN 0307-1235. 2021년 6월 22일에 확인함.
81. ↑  “톨킨(PDF)” (PDF). 2021년 7월 4일에 확인함.
82. 1 2 3 4  《니글의 이파리》,《햄의 농부 가일스》,《톰 봄바딜의 모험》,《큰 우튼의 대장장이》는 한국어 번역본으로는 《위험천만 왕국이야기》가 있다. - ISBN 9788956371160

### 톨킨을 연구한 저서
다음은 톨킨과 그의 세계에 대한 수많은 책들 중에 중요한 것들을 추린 것이다. 저자는 톨킨이 아니며 톨킨 문학을 연구한 사람들의 책이다.
- 1977년 J. R. R. 톨킨: 전기(J. R. R. Tolkien: A Biography) -험프리 카펜터(Humphrey Carpenter)(한국어판 제목: 톨킨 전기)
- 1978년 가운데 땅 완벽 안내서(The Complete Guide to Middle-earth)(GtME) - 로버트 포스터(Robert Foster), (UT를 제외하고, 반지부터 실마까지 정리함)
- 1981년 프로도의 여행(Journeys of Frodo) -바바라 스트라치(Barbara Strachey) - an atlas of The Lord of the Rings)
- 1981년 톨킨의 서간집(The Letters of J. R. R. Tolkien) (편지들) - 크리스토퍼 톨킨&험프리 카펜터(Christopher Tolkien and Humphrey Carpenter)
- 1991년 가운데 땅 지도책(The Atlas of Middle-earth) - 카렌 윈 폰스테드(Karen Wynn Fonstad) , 내용-반지의 제왕 · 호빗 · 실마릴리온 · 끝나지 않은 이야기의 지도책(an atlas of The Lord of the Rings, The Hobbit, The Silmarillion, and The Unfinished Tales), (한국어판 제목: 지도로 보는 반지의 제왕)
- 1991년 삽화를 곁들인 톨킨 백과사전(Tolkien: The Illustrated Encyclopedia) - 데이비드 데이(David Day) (한국어판 제목: 톨킨 백과사전)
- 2000년 J. R. R. 톨킨: 세기의 작가(J. R. R. Tolkien: Author of the Century) - T.A 쉬피(T. A. Shippey)